# Спарта&К
Спарта&К — жіночий баскетбольний клуб з міста Видне. Один із найтитулованіших жіночих баскетбольних клубів Росії та Європи.

## Історія
Під назвою «Спартак» (Московська область) клуб був заснований у 1949 році. У грудні 2010 року через конфлікти із спортивним товариством «Спартак» буда перейменована у ЖБК «Видне». Однак невдовзі отримала сучасну назву.

## Титули
Перший спортивний титул клуб отримав у 1967 році ставши переможцем Спартакіади народів СРСР. Після цього клуб одинадцять разів виборював різноманітні медалі у першості СРСР.
У сезоні 2005–2006 рр клуб здобув Кубок Європи. В сезоні 2006–2007 рр клуб переміг у першості Росії а також у Євролізі.
У наступному сезоні 2007–2008 року підмосковні баскетболістки здобули бронзу у чемпіонаті Росії. Водночас вдруге поспіль він переміг у Євролізі.
У сезоні 2008–2009 рр вони фінішували другими у чемпіонаті Росії. Також у цьому сезоні вони не змогли здобути Кубок Росії, хоча і вийшли у фінал. Втім у цьому ж сезоні баскетболісти з Видного змогли перемогти у Євролізі ФІБА. Наступний сезон 2009–2010 клуб почав з перемоги у Суперкубку Європи. Однак 2 листопада 2009 року загинув засновник та власник клубу Шабтай фон Калманович. Наприкінці січня 2010 року команда знову не змогла здобути Кубок Росії.
У сезоні 2010–2011 року видновчанський клуб вдруге поспіль отримав срібні нагороди першості Росії. Також вони не змогли отримати п'ятої поспіль перемоги в Євролізі.
У сезоні 2011–2012 рр. команда вперше за шість сезонів не зуміла пробитись у фінальний матч Євроліги. У чемпіонаті Росії вони здобули срібло, а у Кубку Росії — бронзу. У сезоні 2012–2013 не змогла пробитись у півфінал європейської першості. Водночас вона здобула срібні медалі у чемпіонаті Росії.

## Палац спорту
Домашні ігри команда проводить у комфортабельному Палаці спорту «Видное» який окрім основного залу має також тренувальний. Глядацькі трибуни Палацу розраховані на 4000 людей. Палац спорту було відкрито 15 листопада 2006 року.